# Aby Hartog
Aby Hartog (Amsterdam, 20 maart 1962) is een Nederlandse kinderboekenschrijver en illustrator.
In 2003 debuteerde hij met het boek PAS OP voor de ezel en de beer. Hartog schrijft verhalen, gedichten en novellen voor kinderen. Ook schrijft hij samen met zijn broer Sander Hartog non-fictie. De verhalen van Hartog kenmerken zich door eenvoudig taalgebruik en rijke fantasie.
De illustraties van Hartog zijn eenvoudig net zo eenvoudig als zijn taalgebruik. Met inkt en aquarelverf maakt hij lijnfiguren, die de basiskenmerken en activiteiten van de hoofdpersonen net voldoende vastleggen.
Aby Hartog is niet alleen schrijver en tekenaar, maar ook schoolschrijver, boekverkoper, adviseur, en een van de oprichters van de coöperatie De Nieuwe Boekhandel (in Amsterdam).